# Tess Ledeux
Tess Ledeux (ur. 23 listopada 2001 w Bourg-Saint-Maurice) – francuska narciarka dowolna, specjalizująca się w slopestyle’u i big air, wicemistrzyni olimpijska, trzykrotna mistrzyni świata, zdobywczyni Pucharu Świata.

## Kariera
Po raz pierwszy na arenie międzynarodowej pojawiła się 12 listopada 2015 roku w Les Diablerets, gdzie w zawodach FIS Race zwyciężyła w slopestyle’u. W zawodach Pucharu Świata zadebiutowała 14 stycznia 2017 roku w Font Romeu, gdzie nie tylko zdobyła swoje pierwsze pucharowe punkty, ale także sięgnęła po zwycięstwo. Wyprzedziła tam Johanne Killi z Norwegii i Anouk Purnelle-Faniel z Kanady. 
W 2017 roku wystąpiła na mistrzostwach świata w Sierra Nevada, gdzie zdobyła złoty medal w slopestyle’u. W zawodach tych wyprzedziła Szwedkę Emmę Dahlström i Isabel Atkin z Wielkiej Brytanii. Na rozgrywanych rok później igrzyskach olimpijskich w Pjongczangu była piętnasta. W 2019 roku, na mistrzostwach świata w Park City wywalczyła złoty medal w big airze. W sezonie 2020/2021 zdobyła Kryształową Kulę za zwycięstwo w klasyfikacji OPP oraz Małą Kryształową Kulę za triumf w klasyfikacji slopestyle’u. W kolejnym sezonie była trzecia w klasyfikacji generalnej, ponadto zwyciężyła w klasyfikacji big air i zajęła trzecie miejsce w klasyfikacji slopestyle’u. Zdobyła srebrny medal w big ari na igrzyskach olimpijskich w Pekinie w lutym 2022 roku, przegrywając tylko z reprezentującą Chiny Eileen Gu.

## Osiągnięcia

### Igrzyska olimpijskie
| Miejsce | Dzień     | Rok  | Miejscowość | Konkurencja | Zwyciężczyni     |
| ------- | --------- | ---- | ----------- | ----------- | ---------------- |
| 15.     | 17 lutego | 2018 | Pjongczang  | Slopestyle  | Sarah Höfflin    |
| 2.      | 8 lutego  | 2022 | Pekin       | Big air     | Eileen Gu        |
| 7.      | 15 lutego | 2022 | Pekin       | Slopestyle  | Mathilde Gremaud |

### Mistrzostwa świata
| Miejsce | Dzień     | Rok  | Miejscowość   | Konkurencja | Zwyciężczyni        |
| ------- | --------- | ---- | ------------- | ----------- | ------------------- |
| 1.      | 19 marca  | 2017 | Sierra Nevada | Slopestyle  | -                   |
| 1.      | 2 lutego  | 2019 | Park City     | Big air     | -                   |
| 4.      | 13 marca  | 2021 | Aspen         | Slopestyle  | Eileen Gu           |
| 6.      | 16 marca  | 2021 | Aspen         | Big air     | Anastasija Tatalina |
| 12.     | 28 lutego | 2023 | Bakuriani     | Slopestyle  | Mathilde Gremaud    |
| 1.      | 5 marca   | 2023 | Bakuriani     | Big air     | –                   |

### Puchar Świata

#### Miejsca w klasyfikacji generalnej
- sezon 2016/2017: 30.
- sezon 2017/2018: 28.
- sezon 2018/2019: 51.
- sezon 2019/2020: 68.

Od sezonu 2020/2021 klasyfikacja generalna została zastąpiona przez klasyfikację Park & Pipe (OPP), łączącą slopestyle, halfpipe oraz big air.
- sezon 2020/2021: 1.
- sezon 2021/2022: 3.
- sezon 2022/2023: 2.
- sezon 2023/2024: 3.
- sezon 2024/2025: 2.

#### Miejsca na podium w zawodach
1. Font-Romeu – 14 stycznia 2017 (slopestyle) – 1. miejsce
2. Font-Romeu – 23 grudnia 2017 (slopestyle) – 1. miejsce
3. Silvaplana – 3 marca 2018 (slopestyle) – 1. miejsce
4. Silvaplana – 30 marca 2019 (slopestyle) – 2. miejsce
5. Font-Romeu – 11 stycznia 2020 (slopestyle) – 1. miejsce
6. Stubai – 21 listopada 2020 (slopestyle) – 1. miejsce
7. Kreischberg – 8 stycznia 2021 (big air) – 2. miejsce
8. Aspen – 20 marca 2021 (slopestyle) – 1. miejsce
9. Silvaplana – 27 marca 2021 (slopestyle) – 1. miejsce
10. Chur – 22 października 2021 (big air) – 1. miejsce
11. Steamboat Springs – 4 grudnia 2021 (big air) – 2. miejsce
12. Font-Romeu – 16 stycznia 2022 (slopestyle) – 1. miejsce
13. Silvaplana – 26 marca 2022 (slopestyle) – 2. miejsce
14. Chur – 21 października 2022 (big air) – 1. miejsce
15. Laax – 22 stycznia 2023 (slopestyle) – 3. miejsce
16. Silvaplana – 25 marca 2023 (slopestyle) – 1. miejsce
17. Chur – 19 października 2023 (big air) – 2. miejsce
18. Stubai – 23 listopada 2023 (slopestyle) – 2. miejsce
19. Copper Mountain – 16 grudnia 2023 (big air) – 1. miejsce
20. Tignes – 16 marca 2024 (slopestyle) – 1. miejsce
21. Silvaplana – 24 marca 2024 (slopestyle) – 1. miejsce
22. Stubai – 23 listopada 2024 (slopestyle) – 1. miejsce
23. Pekin – 1 grudnia 2024 (big air) – 1 miejsce
24. Aspen – 1 lutego 2025 (slopestyle) – 1. miejsce
25. Tignes – 13 marca 2025 (big air) – 2. miejsce
26. Tignes – 14 marca 2025 (slopestyle) – 1. miejsce